# 朱见澋
樊山温懿王朱见澋（1456年2月28日—1506年12月2日），荆靖王朱祁镐庶三子，母王氏，明仁宗之曾孙。

## 生平
成化三年（1467年）九月，明宪宗命镇远侯顾淳、隆平侯张佑、广平侯袁瑄、武安侯郑宏、阳武侯薛琮为正使，尚宝司司丞李木、户科给事中彭序、工科给事中张琳、吏部郎中张寰、刑部郎中陆昹为副使，封朱见澋为樊山王。十月，朱见澋受封。
成化四年（1468年）四月，朱见澋嫡长兄荆王朱見潚奏朱见澋已受册封，请求佥拨校尉以备使令，宪宗命所司如例拨三十名与之。成化五年（1469年）十一月，宪宗命顾淳、驸马王增、永顺伯薛辅、吏部右侍郎叶盛、户部右侍郎为正使，尚宝司司丞蒋敌、刑科给事中雷泽、礼部郎中孙洪、刑部郎中陆昹、工部郎中蔡志为副使，持节册封赣州府知府谢昹女为樊山王妃。
因长兄朱见潚残杀胞弟都梁悼惠王朱見溥、堂弟都昌王朱見潭、镇国将军朱见滏、朱见淲，朱见澋担心殃及自身，秘密上疏揭发。弘治五年（1492年）九月，明孝宗命法司勘问得实情，遣太监白俊、驸马都尉蔡震拘朱见潚至京，写信给诸王共议其罪，朱见澋也因为举报不够早、不完整真实，减俸禄三分之一。
孝宗命降朱见潚为庶人，迁居西内高墙。朱见潚奏朱见澋与永安王朱荣澹图谋不轨等不法事，朱见澋也因而再揭发朱见潚不接先帝遺詔、多置弓弩、筑土山、簡舟閱馬、廣儲生鐵、聚军械，与世子朱祐柄同惡图謀不軌事。孝宗命太监韦宁、大理寺右寺丞王嵩、锦衣卫都指挥佥事陈云前去核实，韦宁等上奏朱见潚、朱祐柄都有恶行，朱见澋也有淫虐诸事。孝宗命令朱见潚自尽，会同皇亲等官商议朱祐柄、朱见澋之罪。英国公张懋等奏朱见澋及朱祐柄罪有轻重。弘治六年（1493年）九月，孝宗认为朱见澋揭发朱见潚异谋，潜削荆楚大害，功劳可嘉，且已减去三分之一岁禄，可以姑且宽恕小过。孝宗命禮部檢查当初遼王朱貴烚革爵後事例上报，禮部说朱貴烚降為庶人後，朝廷特封其弟朱貴𤊐為遼王，請求由朱见澋袭封荆王。但孝宗指出朱见溥子都梁王朱祐橺为靖王嫡孙，定下由他袭封荆王，暂管荆王府事。弘治七年（1494年）三月，韦宁、王嵩、陈云将事情奏上，报称朱见潚奏称的朱见澋与朱荣澹图谋不轨是诬告捏造，孝宗下敕书告知朱祐橺，并说朱见澋虽查出有小过，但因为能奏发朱见潚异谋，潜消一方大害，特从轻宽宥，以后应该安分守法、省愆迁善，不再妄为违反国法。其后，荆藩也因为荊靖王諸子交惡导致名声受损。
弘治十五年（1502年）七月，朱见澋奏称自己被革除三分之一禄米已经十年，请求恢复，获准。
正德元年（1505年）十一月，朱见澋去世，朝廷为此辍朝一日，赐祭葬如例，谥温懿。三年后嫡四子朱祐構袭封为第二代樊山王。

## 家庭

### 妻妾
- 王妃謝氏

### 子女
- 庶长子朱祐榆，弘治五年七月赐名[10]
- 庶次子镇国将军朱祐杯，弘治七年四月赐名[11]，弘治八年五月按制度赐诰命冠服[12]
- 庶三子镇国将军朱祐楔，弘治七年四月赐名[11]，弘治八年五月按制度赐诰命冠服[12]，葬于蕲州黄土岭。
- 嫡四子樊山庄和王朱祐構
- 第五子朱祐柞，弘治七年四月赐名[11]，弘治十二年七月按制度赐诰命冠服[13]
- 第六子朱祐杓，弘治七年四月赐名[11]，弘治十二年七月按制度赐诰命冠服[13]